# 支持酷刑受害者國際日
國際聲援酷刑受害者日為每年的6月26日，為聯合國大會所創設之人權紀念日，以聲援所有受到酷刑所創傷的心靈、身體及精神。

## 歷史
聯合國大會在丹麥代表的提議下選定6月26日為支持酷刑受害者國際日，並每年發表全球報告，乃是為了紀念1987年6月26日，禁止酷刑和其他殘忍、不人道或有辱人格的待遇或處罰公約的生效。該公約乃被制訂來再次重申就自由、平等、和和平對於全人類都是平等且不可被剝奪的權利。
|                           | 支持酷刑受害者國際日的宗旨是對酷刑受害者及家庭和群體遭受的苦難表示關注，並以集體的名義重申對酷刑及種種殘酷、非人道和有辱人格處罰的譴責。 |
| ——聯合國前秘書長科菲·安南 | |

## 紀念
自2009年7月16日，波斯尼亞和黑塞哥維那將支持酷刑受害者國際日定為國定假日。
在過去幾年中，國際酷刑倖存者協會都會在6月26日時於美國的圣地亚哥舉辦紀念活動。

## 外部連結
- 联合国：支持酷刑受害者国际日 （页面存档备份，存于）（简体中文）